# Petals
Petals est une œuvre mixte pour violoncelle et dispositif électronique composée par Kaija Saariaho et créée en 1988.

## Historique
L'œuvre a été créée par Anssi Karttunen  à Brême le 18 mai 1988.